# Segunda División 1929
Die Segunda División 1929 war die erste Spielzeit der zweithöchsten spanischen Fußballliga. Sie begann am 10. Februar 1929 und endete am 30. Juni 1929. Erster Meister der zweiten Liga wurde der FC Sevilla, der sich dadurch für die Relegationsspiele um den Aufstieg in die Primera División klassifizierte.

## Abschlusstabelle
| Pl. | Verein              | Sp. | S | U | N  | Tore    | Quote | Punkte |
| --- | ------------------- | --- | - | - | -- | ------- | ----- | ------ |
| 1.  | FC Sevilla          | 18  | 8 | 6 | 4  | 035:240 | 1,46  | 22:14  |
| 2.  | Iberia SC           | 18  | 9 | 4 | 5  | 033:270 | 1,22  | 22:14  |
| 3.  | Deportivo Alavés    | 18  | 8 | 5 | 5  | 028:200 | 1,40  | 21:15  |
| 4.  | Sporting Gijón      | 18  | 7 | 5 | 6  | 041:350 | 1,17  | 19:17  |
| 5.  | FC Valencia         | 18  | 8 | 3 | 7  | 033:310 | 1,06  | 19:17  |
| 6.  | Betis Sevilla       | 18  | 7 | 4 | 7  | 035:360 | 0,97  | 18:18  |
| 7.  | Real Oviedo         | 18  | 7 | 3 | 8  | 043:390 | 1,10  | 17:19  |
| 8.  | Deportivo La Coruña | 18  | 6 | 4 | 8  | 027:370 | 0,73  | 16:20  |
| 9.  | Celta Vigo          | 18  | 4 | 7 | 7  | 029:380 | 0,76  | 15:21  |
| 10. | Racing de Madrid    | 18  | 6 | 1 | 11 | 031:480 | 0,65  | 13:23  |

Platzierungskriterien: 1. Punkte – 2. Direkter Vergleich  – 3. Torquotient – 4. geschossene Tore

## Play-offs
In den Play-offs spielte der Meister der Segunda División gegen den Letztplatzierten der Primera División um den Aufstieg bzw. Verbleib in Spaniens Eliteliga.
|            | Gesamt |                  | Hinspiel | Rückspiel |
| ---------- | ------ | ---------------- | -------- | --------- |
| FC Sevilla | 2:3    | Racing Santander | 2:1      | 0:2       |

## Nach der Saison
Aufsteiger in die Primera División
- keine

 Absteiger in die Tercera División
- 09. – Celta Vigo
- 10. – Racing de Madrid

 Aufsteiger in die Segunda División
- Real Murcia
- Cultural Leonesa